# Rio Preto (Distrito Federal)
O Rio Preto é um curso de água que banha os estados de Goiás e Minas Gerais e o Distrito Federal, no Brasil. Nasce na Lagoa Feia, no município de Formosa, em Goiás, e segue recebendo as águas de importantes afluentes até desaguar no rio Paracatu, já em terras mineiras. Faz parte da bacia do rio São Francisco.
As suas margens foram habitadas por indígenas que, devido às escuras águas deste rio, o chamaram Hunay, que significa "água escura" ou "Rio preto". O termo Hunay é também a origem do nome do município de Unaí, em Minas Gerais.
Além de banhar o estado de Goiás, onde nasce, e o de Minas Gerais, onde desemboca no rio Paracatu, serve de divisa natural entre o Distrito Federal e Goiás na altura do município goiano de Formosa. Na altura do município mineiro de Cabeceira Grande, serve de divisor entre Minas Gerais e o Distrito Federal. É também neste trecho do rio que foi instalada a Usina Hidrelétrica de Queimado. 